# 濑川信久
濑川 信久（日语：、1947年12月22日—），日本民法学者。其最高学位为法学博士（东京大学论文博士・1986年）。现任北海道大学名誉教授、早稻田大学名誉教授。日本学士院会员。其出身于岐阜県高山市。

## 简历
濑川教授简历：。
- 1947年12月22日、生于岐阜県高山市，在三兄弟中排行第二。
- 1967年03月 - 毕业于岐阜县立斐太高等学校，（期间因留学美国一年，故毕业推迟了一年）
- 1971年06月 - 毕业于东京大学法学部
- 1971年10月 - 通过日本司法考试
- 1973年03月 - 完成东京大学法学院博士课程前期课程（专业为民刑事法专攻）
- 1973年04月 - 任东京大学法学部助手
- 1976年07月 - 任北海道大学法学部助教授
- 1981年10月 - 赴法国巴黎第二大学做研究学者（至1983年7月）
- 1985年07月 - 任北海道大学法学部教授
- 1986年06月 - 取得法学博士学位（东京大学）（学位论文为《不动产附合法之研究》）
- 2000年04月 - 任北海道大学大学院法学研究科教授
- 2004年04月 - 任北海道大学大学院法学研究科法科大学院长（至2006年3月）
- 2006年12月 - 任北海道大学大学院法学研究科长・法学部长（至2008年12月）
- 2011年03月 - 从北海道大学退休
- 2011年04月 - 任北海道大学名誉教授、早稲田大学大学院法務研究科教授
- 2017年012月 -任日本学士院会员[1]
- 2018年03月 - 从早稲田大学退休
- 2018年04月 - 任早稲田大学名誉教授

此外，也担任了认定NPO法人消費者支援网络北海道的首届理事长。

## 社会活动
历任日本司法考试考查委员、法制审议会委员等。

## 研究领域
从不动产附合法的研究开始，涵盖借地法、侵权法、金融法、消費者法、知识产权法等多个领域。此外，对于法解释方法论也有众多研究成绩。
日本学士院对濑川教授的评价是“对于民法解释论・立法论的基础构建做出了贡献”。

## 获得荣誉
- 市政調査会藤田賞 （1996年）
- 日本不动产学会著作賞 （1997年）

## 主要著作
- 《不动产附合法之研究》 （有斐阁、1981年）
- 《日本之借地》 （有斐阁、1995年）
- 《民法判例集 担保物权・债权总论 （第2版）》（与内田貴等合著、有斐阁、2004年）
- 《民法判例集 债权各论（第3版）》（与内田貴等合著、有斐阁、2008年）
- 《事例研究 民事法》（日本评论社、2008年）

## 学生
- 水野谦（学习院大学教授）
- 福田诚治(驹泽大学教授)